# برول (راينلند)

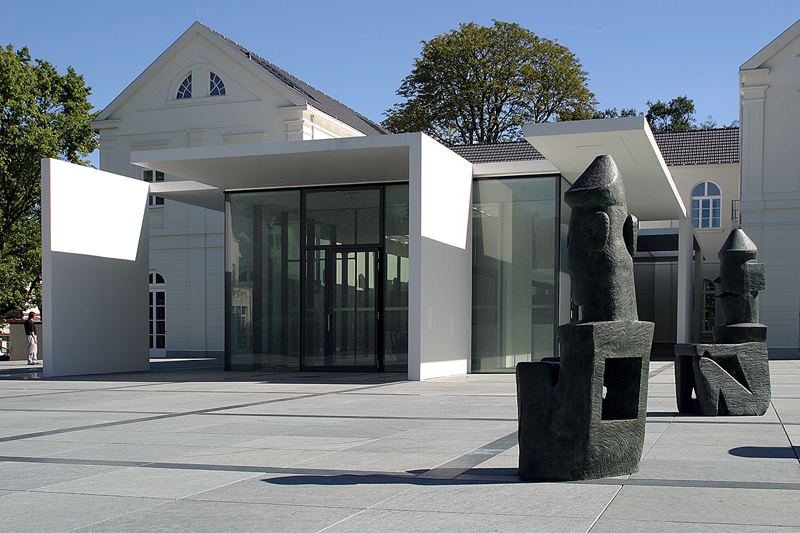
متحف ماكس-ارنست في برول.

برول (بالألمانية Brühl) هي مدينة في مقاطعة نورد راين ويستفالن راينلاند في ألمانيا. تقع هذه البلدة في منطقة راين-ارفت-كرايس، حوالي 20 كم2 جنوب مركز مدينة كولونيا على حدود منتزه راينلند الطبيعي.

## تاريخ برول

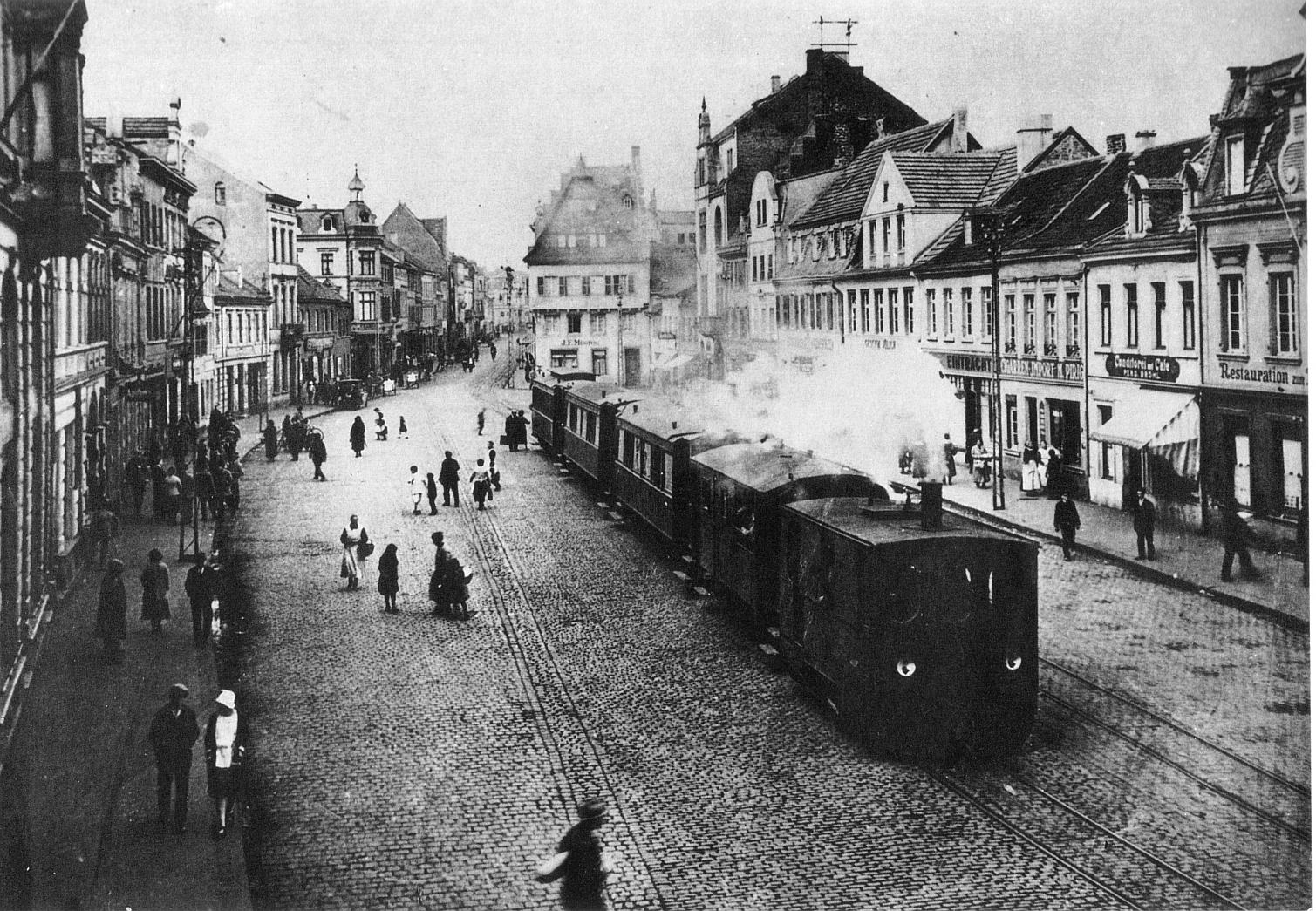
بلدة برول قرابة عام 1900

كانت بلدة برول مسكن الأساقفة الأمراء لكولونيا. هجر الأمير الأسقف كليمنز أوغست في القرن 18 قصره السابق المتهدم واستبدله ببناء قصري أوغستوسبيرغ وفالكنلوست قرب مركز البلدة. قامت اليونسكو بضم هذين القصرين إلى قائمة مواقع التراث العالمي، وقد قامت حكومة ألمانيا الغربية باستقبال رؤساء الدول الأجنبية في قصر أوغستوسبيرغ حتى عام 1990.

## المعالم الأساسية
- المنتزه الترفيهي فانتازيلند.
- متحف-ماكس-إرنست الذي افتتح عام 2005. يحتوي المتحف على مجموعة من المنحوتات واللوحات الخاصة بالفنان السريالي ماكس إرنست الذي ولد في برول.
- مجموعة من المتاحف الصغيرة (جزيرة المتاحف) المنتشرة في البلدة تظهر التاريخ برول المحلي ولا سيما صناعة الفخار.

## توأمة
لبرول (راينلند) اتفاقيات توأمة مع كل من:
- شو
- ليمينغتون سبا (1973 - )

## أعلام
- إلزه شميت
- ماكس إرنست

## وصلات خارجية
- الموقع الرسمي (بالألمانية)
- متحف ماكس-إرنست (بالألمانية)
- جزيرة متاحف برول (بالألمانية)
- منتزه فانتازيلند (بالألمانية)